# Давид II (царь Кахетии)
Давид II (Имам Кули-хан) (1678 — 2 ноября 1722) — царь Кахетии (1709—1722), старший сын кахетинского царя Ираклия I и Анны Чолокашвили.

## Биография
В 1703 году по просьбе своего отца Ираклия 25-летний царевич Давид (Имам Кули-хан), принявший ислам, был назначен персидским шахом Солтан Хусейном (1694—1722) новым царем Кахетии. В 1703 году Давид (Имам Кули-хан) прибыл в Кахетию и в Карагаджи занял царский трон. Вначале своего правления Давид заставил чарцев платить ежегодную дань. По предложению мтаваров царь Давид решил объехать свои владения и возвратить Кахетии отнятые ранее земли. Давид прошел Эрцо-Тианети и прибыл в Джвари, откуда вступил в Мцхету. Здесь кахетинский царь Давид встретился с картлийским царем Вахтангом. Цари установили между собой мир на взаимной любви. Затем Давид ушел из Джвари и прибыл в Марткопи, а оттуда в Карагаджи.
Вскоре персидский шах прислал к кахетинскому царю Давиду своего пристава, приказав ему выселить на родину всех картлийцев, бежавших в Кахетию. В 1706 году по предложению своих мтаваров кахетинский царь Давид организовал большой карательный поход против чарцев, которые совершали частые набеги на Кахетию. Давид собрал кахетинское войско и, соединившись с отрядами тушей, пшавов и хевсуров, двинулся в поход и расположился в Вардиани. Чарцы отправились в царский лагерь посольство, обещая выплачивать обещанную дань. Имам Кули-хан согласился примириться с чарцами, но кахетинские мтавары потребовали продолжения военных действий. Кахетинцы напали на Чардахи, опустошили и сожгли окрестные селения вплоть до Кавказских гор. Во время этого похода чарцы внезапно напали кахетинского царя Давида, находившегося с небольшим отрядом. Туши во главе с Давидом бежали в Карагаджи. Затем отступило и кахетинское войско. Чарцы бросились преследовать отступающих кахетинцев, убивали их беспощадно. Многие вельможи были убиты и взяты в плен. Чарцы захватили богатства кахетинского царя Давида. После этой победы чарцы сильно усилились, заняли окрестности Чари и стал ещё больше нападать на кахетинские земли, разоряя, убивая и пленяя местное население. Вскоре джарцы захватили Элисели и продолжили свои разорительные набеги в глубь Кахетии. Царь Давид вынужден был переселиться из Карагаджи в Телави и Манави, где пребывал зимой. Летом царь жил в Магаро. Имам Кули-хан постоянно отсылал в Персию дочерей и сыновей кахетинских вельмож в качестве заложников. Вскоре Имамкули-хан с войском вторгся в Картли и неожиданно подступил к Тбилиси. Картлийский царь Вахтанг VI со своим войском спустился в Коджори. Узнав о приближении картлийского царя с войском, Имамкули-хан поспешно отступил в Кахетию. Вахтанг VI прислал к Имамкули-хану своих послов, потребовав от него объяснений. Имамкули-хан отправил посольство к картлийскому царю Вахтангу с извинениями.
В 1709 году после смерти своего отца Ираклия в Персии кахетинский царь Имамкули-хан решил отправиться с поклоном к персидскому шаху, чтобы он утвердил за ним царский престол. В 1711 году царь Давид (Имам Кули-хан) выехал из Кахетии в Персию, но пути был приглашен картлийским царем Вахтангом в Тбилиси. Вахтанг устраивал в честь Давида пиры и охоту. Картлийский и кахетинский цари решили породниться. Вахтанг решил выдать свою дочь Тамару замуж за царевича Теймураза, младшего брата Имамкули-хана. В знак любви и единства картлийский царь Вахтанг преподнес дары кахетинскому царю Давиду. Имамакули-хан отправился в Исфахан, оставив своим наместником в Кахетии младшего брата Теймураза. Дагестанцы продолжали совершать опустошительные набеги на кахетинские владения. В 1712 году царевич Теймураз прибыл в Тбилиси, где женился на царевне Тамаре, дочери картлийского царя Вахтанга. Теймураз проживал в Телави, Манави и Магаро. Кахетинский царь Имамакули-хан в течение пяти лет находился при дворе персидского шаха Солтан Хусейна. В 1712 году в Иран также приехал картлийский царь Вахтанг VI. В 1714 году Кахетинский царь, оказавшийся бессильным перед набегами джарцев, обязался платить ежегодную дань в размере 100 туманов.
В 1715 году шах отпустил кахетинского царя на родину. Имамкули-хан прибыл в Казахи, а оттуда был приглашен в Тбилиси царевичем Иессе, младшим братом Вахтанга. Иесе устраивал в честь Имамкули-хана пиры, охоту и другие развлечения. По приказу персидского шаха кахетинский царь Имамкули-хан выдал свою сестру Елену замуж за картлийского царевича Иессе. Горцы Дагестана продолжали опустошать кахетинские владения. После разорения чарцами Хунани Имамкули-хан попросил у Иесе военной помощи. Иесе прислал на помощь спаспета Луарсаба с войском Бараташвили. Картлийцы прибыли в Магаро, где соединились с кахетинцами для совместного наступления против чарцев. Но горцы смогли нанести поражение союзникам. Вскоре Иесе прислал на помощи Имамкули-хану картлийское войско под командованием Автандила Амилахора. Картлийцы прибыли в Сагареджо, где пробыли в праздности несколько месяцев и вернулись домой. В том же году в Телави прибыл Иессе, искавший убежища. Имамкули-хан принял его с почестями и отправил посла к шаху, прося его отказаться от преследования Иессе. Имамкули-хан заставил уйти шахских воинов, присланных царевичем Бакаром, племянником Иессе. Персидский шах Солтан Хусейн прислал в Кахетию своего представителя (мордара), который арестовал Иесе и сопроводил его в Исфахан. Кахетинский царь Имамкули-хан не мог противоречить приказу персидского шаха. Вскоре горцы вторглись в кахетинские владения, где разорили Шилда и Кварели. По совету Алавердела Амилахора кахетинцы дали проводников горцам, которые ушли и разорили Болниси, а сами кахетинцы заключили с ними мир. Дагестанцы стали постоянно опустошать шекинское и ширванское беклярбекства. Имамкули-хан схватил везира Киаса, конфисковал у него все имущество и заключил в Панкиси. Однако Киаса бежал из темницы и прибыл в Картли. Бакар принял его, пожаловал ему дворец и отказался выдавать его Имамкули-хану. Из-за него между Имамкули-ханом и Бакаром началась вражда, оба стали писать доносу друг на друга персидскому шаху. Во время мира между кахетинцами и дагестанцами туши совершили нападение на чарцев, перебили многих жителей и угнали стада. Чарцы бросились в погоню, но туши их разбили и обратили в бегство. Тогда чарцы прислали своё посольство к кахетинскому царю Имамкули-хану, потребовав от него объяснений. Имамкули-хан потребовал от тушей, чтобы они вернули все захваченную добычу, но те отказались. Тогда кахетинский царь с войском выступил против тушей и заставил их вернуть все награбленное дагестанцам.
В 1719 году в Сапурцле прибыл картлийский царь Вахтанг VI, которому персидский шах поручил уладить дела с горцами Дагестана. Туда же прибыл кахетинский царь Имамкули-хан и стал на берегу Арагви. Цари встретились, обновили любовь и заключили союзный договор. Картлийский царь Вахтанг обязался прислать своё войско на помощь Имамкули-хану в борьбе против горцев Дагестана. Весной прислал Вахтанг войско под командованием Эрасти Капланишвили. Картлийцы стали в Карданахи, где пробыли четыре месяца. Когда дагестанцы выступили в поход, кахетинцы не разрешили картлийцам участвовать в боях. Картлийцы вынуждены были вернуться на родину.
Зимой персидский шах отправил ширванского беклярбека с войском в карательный поход против племени Джар. Беклярбек известил кахетинского царя Имамкули-хана о своем прибытии и стал ждать ответа. По настоянию мтаваров Имамкули-хан не стал отвечать беклярбеку и не дал своих проводников опасаясь, что при неудаче шах обвинит во всем кахетинцев. Беклярбек с персидским войском вступил в Шеки. Вскоре чарцы напали на персов и разгромили их войско. Ширванский беклярбек погиб в бою. В 1721 году персидский шах Солтан Хусейн приказал картлийскому царю Вахтангу разорить Чари. Кахетинские епископы и вельможи прибыли к Вахтангу, прося его исполнить шахский приказ. Картлийский царь Вахтанг с войском прибыл в Магаро, где пробыл сорок пять дней. Оттуда Вахтанг издил на встречу с кахетинским царем Имамкули-ханом, договорившись с ним обо всем. Чарцы притворно обещали покориться картлийскому царю. Вскоре по приказу шаха Вахтанг VI с войском вернулся из Кахетии в Картли. После этого многие кахетинцы стали покидать свои дома и укрываться в горных крепостях. Джарцы продолжали беспощадно грабить и опустошать кахетинские земли. В 1722 Джарские аварцы приступом взяли Тифлис, который должен был уплатить контрибуцию в 60 тысяч туманов.
В ноябре 1722 года кахетинский царь Давид II скончался в Магаро. После смерти Давида некоторые кахетинские вельможи стали поддерживать кандидатуру Константина (Махмад Кули-хана), а другие — его младшего брата Теймураза. Вначале правителем стал Теймураз, который стал править при помощи жены своего покойного брата Имамкули-хана. Дагестанцы вторглись в Кахетию и разорили Тианети. Теймураз с кахетинским войском выступил против горцев и нанес им серьёзное поражение. Кахетинцы взяли штурмом укрепление горцев, перебили множество врагов и отобрали всю захваченную добычу.
В 1723 году персидский шах назначил новым царем Кахетии Константина (Махмудкули-хана), младшего сводного брата Давида II.

## Семья
Давид II был женат на дочери шамхала тарковского. Дети: Леван (Махмуд-Риза-мирза) (ум. 1734), иранский наместник Гянджи, Александр (Назар-Али-мирза) (ум. 1737), наместник в Тбилиси, Назар-мирза (ум.1750).

## В культуре
- Клятвенная запись (1983, СССР) — исполнил роль Давида II знаменитый грузинский актёр Отар Мегвинетухуцеси, прославившийся своей ролью в фильме Берега 1977 года.